# Градско позориште Мркоњић Град
Градско позориште Мркоњић Град је аматерско градско позориште које делује у Мркоњић Граду, у Републици Српској, Босни и Херцеговини. Основано је 2015. године, као иницијатива групе ентузијаста и културних радника са циљем да обогати сценску уметност у локалној заједници и пружи младима простор за креативни развој.

## Историја
Градско позориште у Мркоњић Граду настало је из потребе да се оживи позоришна сцена у овом граду и омогући културна размена и доживљај позоришта младим генерацијама. Временом је израсла у препознатљиву институцију која комбинује аматерски ентузијазам и професионалну организацију.

## Мисија и визија
Позориште има јасну друштвену и културну мисију: промовисати сценску уметност, подстицати креативност код младих и изградити стабилну позоришну публику. Акценат је на ангажованом позоришту, васпитној улози сцене и афирмацији локалних тема кроз драму.

## Репертоар и сценски израз
Градско позориште Мркоњић Град поставља представе различитих жанрова — од класичних драма и комедија до савремених ангажованих текстова. Неки од запажених наслова су:
- Смрт једног анђела – драма инспирисана реалним догађајима, са снажном социјалном поруком
- Љубав у доба дигитала – савремена комедија о међуљудским односима
- Ко је украо бајку? – представа за децу и младе која се бави значајем књижевности и маште

## Награде и признања
Позориште је више пута награђивано на локалним и регионалним фестивалима:
- Награда за најбољу представу у целини на Смотри драмских остварења у Градишци (2023)
- Специјално признање за сценографију и колективну игру у Приједору (2022)
- Награда публике на манифестацији „Позоришно прољеће“ у Бањалуци (2021)[2]

## Омладинска трупа
Посебан део позоришта чини Омладинска сцена, у којој учествују ученици основних и средњих школа. Рад са младима обухвата глуму, дикцију, кретање, драматургију и рад у тиму. Многи чланови настављају да се баве уметношћу и након завршетка школовања.

## Сарадње и гостовања
Позориште редовно гостује у другим градовима Републике Српске и сарађује са сродним ансамблима из Бањалуке, Приједора, Градишке и Фоче. Такође је активно у локалним културним манифестацијама као што су „Мркоњићко културно љето” и „Дани културе младих“.

## Организација и подршка
Позориште делује у склопу Центра за културу и образовање Мркоњић Град. Подршку добија од Општине Мркоњић Град, Министарства просвете и културе Републике Српске и спонзора из заједнице.

## Утицај и значај
Градско позориште представља један од најзначајнијих културних субјеката у западном делу Републике Српске. Оно не само да доприноси очувању позоришне уметности већ и обликује нове генерације уметника и публике.